# Du'aine Ladejo
Du'aine Thorne Ladejo, angleški atlet in televizijska osebnost, * 14. februar 1971, Paddington, London, Anglija.
Med Ladejovimi športnimi športnimi dosežkimi je najbolj poznana njegova zmaga v teku na 400 m na Evropskem prvenstvu 1994 v Helsinkih, kot tudi njegovi olimpijski štafetni kolajni.

## Atletska kariera
Na Svetovnem mladinskem prvenstvu 1990 je v teku na 400 m zasedel sedmo mesto. Dve leti zatem je že sodeloval na svojih prvih Poletnih olimpijskih igrah. Sredi Barcelone se je s štafeto 4x400 m po dramatičnem zaključku kvalifikacij vendarle uvrstil v finale, potem ko je britanska štafeta s časom 3:01:20 končala kot druga. Prvo mesto je z državnim rekordom osvojila štafeta Trinidada in Tobaga (3:01.05), medtem ko je tretje mesto zasedla četverica iz Japonske s časom 3:01:35, torej le 15 stotink za britansko štafeto. V finalu sta Ladeja in Marka Richardsona zamenjala David Grindley ind John Regis, tako da je potem četverica Roger Black-Grindley-Kriss Akabusi-Regis s časom 2:59:73 končala kot tretja in domov prinesla olimpijski bron. Medaljo sta po veljavnih pravilih osvojila tudi Ladejo in Richardson, čeravno v finalu nato nista nastopila.
Ladejo je leta 1993 osvojil svoj prvi naslov državnega prvaka. Na Svetovnem prvenstvu 1993 te dobre forme ni uspel nadgraditi, saj je v nemškem Stuttgartu izpadel v polfinalu. V finale se ni uvrstil niti s štafeto, ki je v kvalifikacijah za Nemčijo, Bolgarijo in Jamajko zasedla četrto mesto.
Leta 1994 je Ladeju uspel preboj v svetovni vrh. Ta preboj je nakazal že na Evropskem dvoranskem prvenstvu, na katerem je s časom 46.53 s tremi stotinkami prednosti slavil pred Rusom Mihailom Vdovinom. Sredi avgusta tistega leta je sledilo še Evropsko prvenstvo v Helsinkih. V finski prestolnici je Ladejo pritekel do zlata v teku na 400 m, potem ko je bil hitrejši od drugouvrščenega, rojaka in branilca naslova Rogerja Blacka, in tretjeuvrščenega, Švicarja Matthiasa Rusterholza. Na vrh odra za zmagovalce se je prebil še v štafeti, s katero je v postavi David McKenzie-Black-Brian Whittle-Ladejo postavil čas 2:59:13 in prepričljivo zmagal, pred francosko in rusko štafeto. Teden kasneje se je Ladejo udeležil še Iger Commonwealtha v kanadski Victorii. Tam je, tokrat v dresu angleške reprezentance, osvojil srebro na 400 m, s časom 45.11 je zaostal le za Kenijcem Charlesom Gitongo (45:00). Na igrah je sodeloval tudi kot član angleške štafete, ki je v postavi McKenzie-Peter Crampton-Adrian Patrick-Ladejo pritekla do prvega mesta, pred jamajško in trinidadsko štafeto.
Po povprečnejši sezoni 1995 je Ladejo svoj povratek napravil na Evropskem dvoranskem prvenstvu 1996 v Stockholmu in s časom 46:12 prepričljivo premagal vso konkurenco. Na britanskem državnem prvenstvu je tekel svoj osebni rekord 44:66, a še vseeno zaostal za Rogerjem Blackom in zasedel drugo mesto. Drugo mesto je bilo vseeno dovolj za zagotovitev mesta na Poletnih olimpijskih igrah 1996 v Atlanti. Na svojih drugih olimpijskih igrah je Ladejo na 400 m izpadel že v četrtfinalu. Vtis je nato popravil v štafetni preizkušnji, v kateri je skupaj z Jamiejem Baulchem, Markom Hyltonom in Markom Richardsonom zmagal v svoji kvalifikacijski skupini. V polfinalu je britanska štafeta postavo malce spremenila, v Iwan Thomas-Baulch-Ladejo-Richardson, a še vseeno zasedla prvo mesto in se uvrstila v finale. Tam so Thomas, Baulch, Richardson in Black postavili čas 2:56.60 in zaostali zgolj za ameriško štafeto (2:55.99). Olimpijsko srebro je, tako kot štiri leta poprej v Barceloni, pripadlo tudi Hyltonu in Ladeju, čeprav v finalu nista tekla.
Po igrah v Atlanti je Ladejova kariera pričela upadati. Ta upad gre delno pripisati tudi dejstvu, da se je pričel ukvarjati še z ostalimi atletskimi disciplinami, v katerih ni požel toliko uspeha kot v teku na 400 m. Na Igrah Commonwealtha 1998 je tako tekmoval v deseteroboju in zasedel končno sedmo mesto. Preizkusil se je tudi v teku na 400 m z ovirami. Zadnji vrhunec svoje atletske kariere je Ladejo doživel na Svetovnem dvoranskem prvenstvu 2001 v portugalski Lizboni. Sredi portugalske prestolnice se je namreč z britansko štafeto kvalificiral za finale in tam zasedel peto mesto. Po dopinški kontroli in diskvalifikaciji tekača ameriške štafete, Jeroma Younga, je britanska štafeta pridobila eno mesto in s tem prvenstvo končala kot četrta.
Ladejo je svojo kariero pričel v slovitem angleškem atletskem klubu Birchfield Harriers.

### Osebni rekordi
| Disciplina             | Dosežek | Prizorišče                            | Datum           |
| ---------------------- | ------- | ------------------------------------- | --------------- |
| 100 m                  | 10.55   | Gateshead, Anglija                    | 19. julij 1998  |
| 200 m                  | 20.96   |                                       | 1. januar 1993  |
| 300 m                  | 33.20   | Gateshead, Anglija                    | 19. julij 1998  |
| 400 m                  | 44.66   | Birmingham, Anglija                   | 16. junij 1996  |
| 400 m z ovirami        | 49.29   | Tula, Lafayette County, Misisipi, ZDA | 9. junij 2001   |
| 400 m (v dvorani)      | 46.12   | Stockholm, Švedska                    | 10. marec 1996  |
| sedmeroboj (v dvorani) | 5607    | Birmingham, Anglija                   | 24. januar 1999 |

- Vir:[3]

## Medijska kariera
Ladejo je bil pred Poletnimi olimpijskimi igrami 1996 deležen velike pozornosti britanskih medijev, potem ko se je večkrat javno zapletel v besedne dvoboje z večkratnim ekipnim kolegom iz štafete, Rogerjem Blackom. Pred britanskimi olimpijskimi kvalifikacijami je tako Ladejo na tiskovni konferenci dejal, da bo podrl Blackov državni rekord na 400 m. Black je tedaj odgovoril, da stavi 1000 funtov, da mu to ne bo uspelo. (Stavo je dobil Black, saj Ladeju zares ni uspelo podreti rekorda.)  Ladejo je medijem med ocenami prihajajočih olimpijskih iger navrgel še eno zanimivo izjavo - dejal je, da cilja na zmago v teku na 400 m. Slednje bi pomenilo tudi, da bi moral prehiteti tedaj vodilnega v svetovnem teku na 400 m, Američana Michaela Johnsona. Po tej izjavi se je oglasil prav Black in zadevo označil za nerealistično, saj je Johnson v tistem obdobju nizal bistveno hitrejše čase kot vsi njegovi tekmeci. Na igrah v Atlanti je naposled Ladejo izpadel že v četrtfinalu, medtem ko se je Black prebil vse do finala in tam pritekel do srebra, za zlatim Johnsonom. 
Ladejo je že v času svoje atletske kariere vodil televizijsko oddajo Du'aine's World (Du'ainov svet), ki so jo predvajali na televizijski postaji London Weekend Television.
Na pričetku 2000. let je Ladejo tekmoval v BBC-jevi športni oddaji Superstars. V slednji je leta 2004 postal končni zmagovalec, medtem ko je bil leta 2005 drugi za škotskim smučarjem Alainom Baxterjem.
Ladejo je leta 2005 nastopil tudi v ITV-jevem resničnostnem šovu Celebrity Love Island. Leta 2008 je nastopil še v obuditvi priljubljene oddaje Gladiators na postaji Sky One. V oddaji je tekmoval pod gladiatorskim aliasom »Predator.« 
Ladejo je ustanovitelj organizacije Du'aine's Fit4Schools, ki zbira sredstva za promocijo zdravega življenja in športne vzgoje v šolah.

## Izobrazba
Ladejo je s svojo izobrazbo pričel v Šoli Forest Grange v Zahodnem Sussexu, preden je nato presedlal na Šolo kralja Edvarda v Witleyju, Surrey. Zatem je obiskoval srednjo šolo Medina v Medini, Ohio, ZDA. Po končani srednji šoli leta 1988 se je odločil za študij radia, televizije in filma na Univerzi v Teksasu. Diplomiral je leta 1993.